# Lane landsfiskalsdistrikt
Lane landsfiskalsdistrikt var 1918–1964 ett landsfiskalsdistrikt i Göteborgs och Bohus län, bildat när Sveriges indelning i landsfiskalsdistrikt trädde i kraft den 1 januari 1918, enligt beslut den 7 september 1917. Den 1 januari 1965 avskaffades i Sverige samtliga landsfiskaler och landsfiskalsdistrikt, och deras arbetsuppgifter delades upp på de nyskapade indelningarna polisdistrikt, åklagardistrikt och kronofogdedistrikt.
Landsfiskalsdistriktet låg under länsstyrelsen i Göteborgs och Bohus län.

## Ingående områden
Den 1 januari 1945 inkorporerades Bäve landskommun i Uddevalla stad. När Sveriges nya indelning i landsfiskalsdistrikt trädde i kraft den 1 januari 1952 (enligt kungörelsen 1 juni 1951) ändrades distriktets indelning genom kommunreformen 1952 genom tillförseln av de upplösa kommunerna Fiskebäckskil och Grundsund från Orusts landsfiskalsdistrikt.

### Från 1918
Lane härad:
- Bokenäs landskommun
- Bäve landskommun
- Dragsmarks landskommun
- Herrestads landskommun
- Högås landskommun
- Lane-Ryrs landskommun
- Skredsviks landskommun

### Från 1945
Lane härad:
- Bokenäs landskommun
- Dragsmarks landskommun
- Herrestads landskommun
- Högås landskommun
- Lane-Ryrs landskommun
- Skredsviks landskommun

### Från 1 januari 1952
- Lane-Ryrs landskommun
- Skaftö landskommun
- Skredsviks landskommun